# 忒提斯号小巡洋舰
忒提斯号是德意志帝国于1890年代末至1900年代初所建造的十艘瞪羚级小巡洋舰的四号舰，以希腊神话人物忒提斯命名。瞪羚级是早期无防护巡洋舰与通报舰的设计巅峰，结合了两种舰型的优点，成为德国舰队未来所有小巡洋舰的鼻祖。为了能与演习舰队（即公海舰队的前身）共同作战并作为一艘境外舰服役，它装备有十门105毫米40倍径速射炮，最高航速达21.5節（39.8每小時）。
它于1901年底被部署至东亚分舰队，并在接下来的四年里都在东亚水域活动，期间曾于1904年日俄战争时协助将德国公民从大韩帝国的济物浦撤离。1905年中期，当马及马及叛乱爆发后，忒提斯又受命驰援德属东非的德国部队。随着叛乱迅速得到平定，忒提斯号被召回德国进行全面检修，之后作预备役封存。第一次世界大战爆发后，忒提斯号重新入役，最初是在丹尼斯海峡担任警戒巡逻。不久之后，它又被调至分遣支舰队，以参与对俄罗斯军队的进攻行动，并在波罗的海北部展开了数次巡逻。在1914年11月的一次行动中，该舰没有报告发现俄国驱逐舰布下雷区，导致一艘德国装甲巡洋舰于两天后被击沉，其时任舰长因此遭解职。1915年，忒提斯号对德国陆军在里加湾周边地区的行动提供支援，最终在8月的里加湾海战中被水雷炸损。它退役进行维修，然后在战争余下的时间里被用作训练舰。作为战后国家海军获准保留的六艘巡洋舰之一，忒提斯号于1922年至1924年间重返现役。这一时期波澜不惊，尽管它曾担任波罗的海轻型部队的旗舰，并多次到访区内的外国港口。忒提斯号于1924年再次退役，此后一直充当宿营船，直至1929年才正式从海军序列中除籍，后于1930年拆解报废。

## 设计
在为德意志帝国海军建造了鵟级巡洋舰和赫拉号通报舰之后，国家海军办公室的造舰局开始筹备一款新型的轻巡洋舰设计，该设计结合了两个舰种的最佳属性。设计者必须研发一款配备装甲保护的小巡洋舰，并具有舰队作战所需航速、火力和稳定性的最优组合，以及在海外德国殖民地站点间运行所需的续航能力。由此诞生的瞪羚级为德国舰队于1914年以前建造的所有小巡洋舰提供了官方设计基础。
忒提斯号的全长为105.1米，有12.2米的舷宽和4.92的前吃水。其标准排水量2659吨，在满载情况下则可达3005吨。舰只的推进系统由日耳曼尼亚船厂生产的两台三胀式蒸汽机组成。它们的额定功率为8,000匹公制馬力（5,900千瓦特），最高速度达21.5節（39.8每小時）。发动机由十台燃煤燃煤船用式水管锅炉提供动力。忒提斯号可贮存560吨煤，故此得以10節（19每小時）的速度续航3,560海里（6,590）。舰只的标准船员编制则为14名军官及243名水兵。
忒提斯号的主炮为单座安装、配备炮挡的十门105毫米40倍径速射炮。其中两门并排布置在艏艛前方，六门设于舰舯、每边各三门，以及两门并排布置在舰艉。它们的射程为12200米，并配备1000发弹药，其中每炮100发。该舰还装备有两具450毫米鱼雷发射管及五枚鱼雷，均以以浸没式安装在舷侧的船体内。在装甲方面，尼俄伯号受到20－25毫米厚的装甲甲板保护。司令塔的侧面有80毫米厚、顶面为20毫米厚。炮挡的厚度也有50毫米。

## 服役历史

### 早年役期

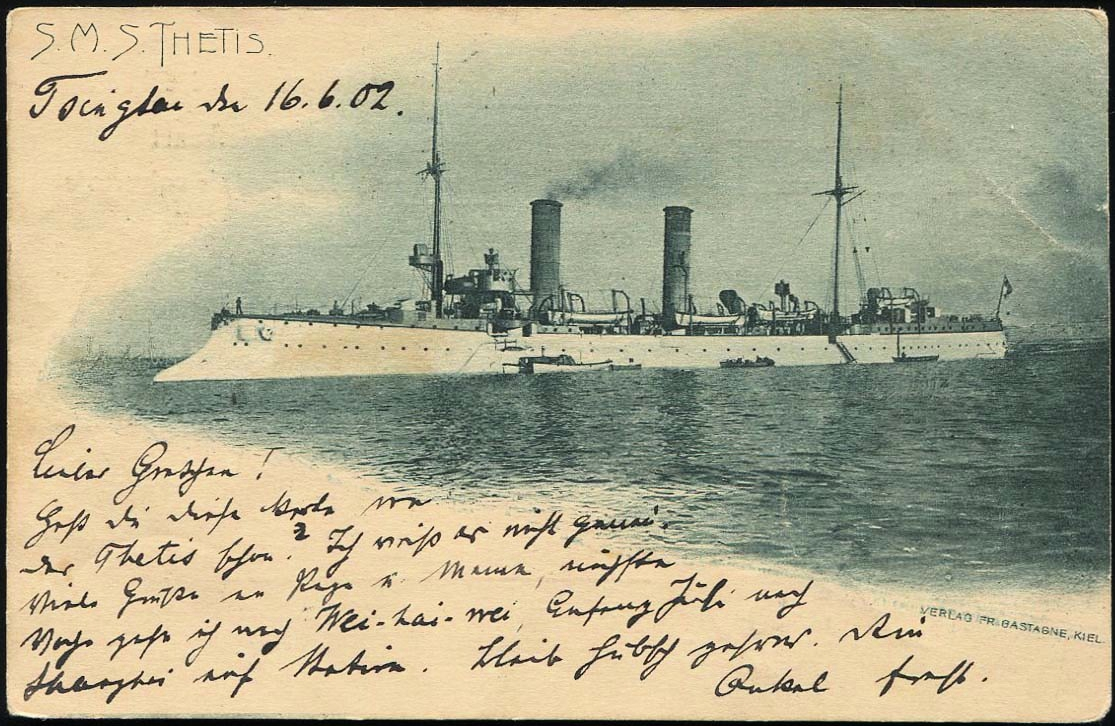
绘有忒提斯号的明信片，约1902年

忒提斯号是根据合同代号“C”作为新增编入舰队的单位订购，并于1899年在但泽的帝国船厂开始架设龙骨。它于1900年7月3日下水。在下水仪式上，由多纳-施洛比滕伯爵夫人阿梅莉（Amelie zu Dohna-Schlodien）主持为舰只命名，并由海军少将库尔特·冯·普里特维茨·翁德·加弗龙发表了演说。舾装工作完成后，它于1901年9月14日投入运行以展开海试。一个月后，海军少校恩斯特·范·泽默恩接管了舰只的指挥权。忒提斯号于12月1日被分配加入东亚分舰队，随即经行地中海、穿越苏伊士运河，最后驶入红海。在那里，泽默恩受海军参谋本部之命秘密对法拉桑群岛进行考察，以确定是否可以在当地建立一个加煤站。泽默恩的报告结论已不可考，但俄国指控德国试图占领这些岛屿，导致德国于1902年正式放弃了这一设想。
离开红海后，忒提斯号先后在亚丁、英属亚丁殖民地、英属锡兰的科伦坡以及印度的加尔各答经停；在加尔各答，它遇到了来自奥匈帝国海军的小巡洋舰森塔号。两艘舰的官员共同会见了瑞典探险家斯文·赫定。之后，忒提斯号继续前进，于1902年2月7日抵达新加坡。在东亚分舰队服役期间，忒提斯号主要驻扎在青岛。4月28日，时任分舰队司令、海军中将理夏德·冯·盖斯勒登舰展开深入长江的巡航。在5月15日返抵青岛之前，该舰分别到访了吴淞、南京和汉口。同年，忒提斯号的炮手赢得了东亚分舰队的“凯撒炮术奖”（Kaiser's Schießpreis），该奖项每年由德皇威廉二世颁发。12月，海军中校卡尔·迪克接替泽默恩担任舰长。1903年大致在平安无事的状态下度过。1904年2月日俄战争爆发后，忒提斯号被派往大韩帝国的济物浦，负责撤离滞留当地的德国公民。从10月至12月，它在长江上又进行了另一次巡航。
1905年6月，海军中校路德维希·格拉策尔（Ludwig Glatzel）成为新任舰长。一个月后，随着德属东非爆发反对殖民统治的马及马及叛乱，忒提斯受命调离东亚分舰队，以驰援殖民地驻军，尽管其编制上仍属是该部队的正式成员。忒提斯号的官兵于1905年的训练中再度赢得“凯撒炮术奖”。该舰于8月28日驶离香港，9月26日抵达东非；至10月1日，小巡洋舰海雕号在那里与其会合。由于格拉策尔是包括东非的驻地舰鵟号在内，该地区所有舰船中军衔最高的舰长，他便成为了该地区海军部队的总司令。然而，叛乱很快得到镇压，至12月30日，格拉策尔指示忒提斯号的登陆队重新回到舰上。1906年1月2日，他向海军参谋本部报告称当地已不再需要忒提斯号和海雕号，并得到本部的认可；但忒提斯号仍然留在达累斯萨拉姆，直至3月29日才接获返回德国的命令。抵达但泽后，忒提斯号于6月18日退役，进行大修，继而在接下来的八年里都作预备役封存。

### 第一次世界大战

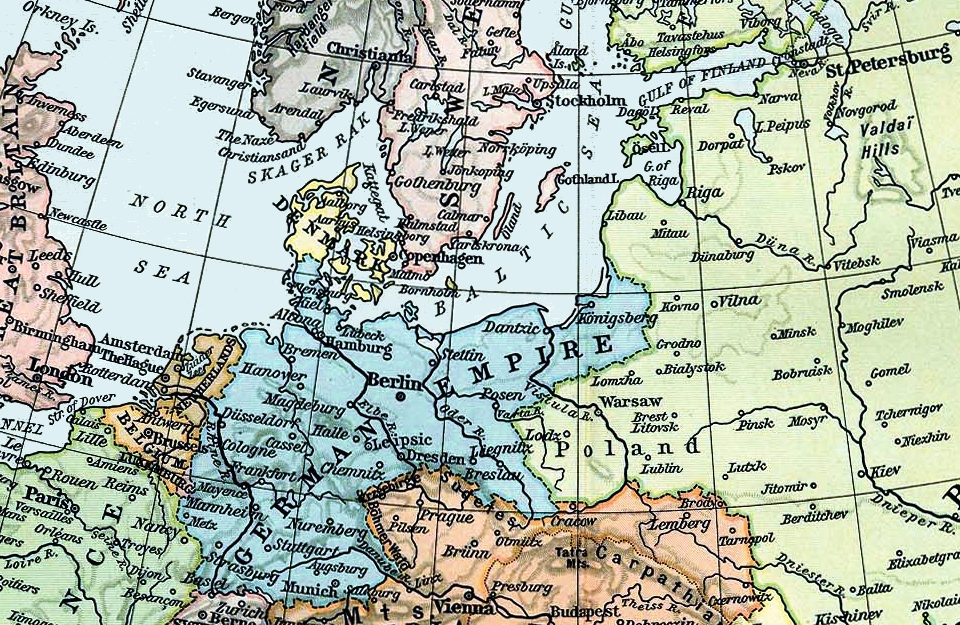
1911年的北海及波罗的海时局图

#### 1914年
当1914年7月第一次世界大战爆发后，忒提斯号于8月4日重新入役，被分配至波罗的岸防支队，受海军少将罗伯特·米施克指挥。战时服役的动员准备工作于8月24日完成，此后它被部署至丹尼斯海峡巡逻，以防范英国军舰的入侵。10月18日，忒提斯号被转移至海军少将埃勒·贝林麾下的分遣支舰队；该部队的任务是在波罗的海东部对俄罗斯军队采取进攻行动。10月24日至26日，它参与了北至哥得兰沙岛的扫荡行动，随后与第20鱼雷艇半区舰队一同被派往梅梅尔防御俄罗斯的攻击。10月30日至31日，该舰派出了一支74人规模的登陆队加强巴约伦的防御。
忒提斯号随后被召回但泽。11月6日夜晚，在返程途中，忒提斯号的船员在远处观察到了两艘敌舰，但时任舰长、海军中校保罗·尼佩（Paul Nippe）并未上报这一发现。至午夜时分，该舰又与一艘俄罗斯驱逐舰进行了短暂的对峙。贝林严厉批评了尼佩没有将这一事件通知他，贝林的上级、时任波罗的海武装部队总司令的海因里希亲王当即解除了尼佩的指挥权。海军少校、瓦尔特·希尔德布兰德随后于11月22日接任舰长。事实证明，忒提斯号观察到的是四艘俄罗斯驱逐舰，它们在梅梅尔附近布下了雷区；11月17日，贝林的旗舰——腓特烈·卡尔号大巡洋舰便在这些雷区附近触雷沉没。
贝林于12月15日至18日期间再次向奥兰方向发动扫荡；忒提斯号与另一艘小巡洋舰吕贝克号在于特岛附近巡逻掩护东翼，以保护德国主力部队不受可能从芬兰湾出动的俄罗斯舰艇的袭击。至返程途中，忒提斯号遇到了德国辅助舰斯特兰德斯参议员号（Senator Strandes），却未能在黑暗中辨认出对方。它随即开火，促使斯特兰德斯参议员号还击，但忒提斯号很快便击沉了辅助舰。12月26日，它被临时调往第五战列分舰队，为向北推进至哥特兰的老式前无畏舰担任掩护阵幕。这些舰只于12月30日返抵港口，忒提斯号遂回到分遣支舰队。

#### 1915年
1915年1月6日至9日，贝林对于特岛展开了另一次扫荡，该港口已被俄罗斯潜艇用作先遣基地。由于忒提斯号的吃水在所有参与行动的巡洋舰中是最浅的，所以它被选中率领几艘鱼雷艇对港口发起攻击。然而，当贝林意识到这支部队的力量不足以击溃俄军的防御后，遂取消了进攻。忒提斯号于1月20日至2月5日被送往基尔的帝国船厂进行维修。随后，它重返分遣支舰队，而贝林则于3月17日至20日登舰，与另一艘小巡洋舰施特拉尔松德号一同执行再一次的扫荡行动。两艘舰在梅梅尔北部巡逻，那里是众所周知的俄国海军活动区域。忒提斯号在接下来的一个月里一直留在梅梅尔，并对德军在里加湾的达戈岛附近展开的布雷行动提供支援。
4月20日，德国海战指挥部在波罗的海设立了一个新的指挥岗位：东波罗的海侦察部队司令（Befehlshaber der Aufklärungsstreitkräfte in der östlichen Ostsee），首位履职的指挥官是海军少将阿尔贝特·霍普曼。忒提斯号被分配至该部队。当同盟国准备在1915年5月上旬发动戈尔利采-塔尔努夫攻势，德国陆军的极左翼受命于4月27日展开一次牵制性进攻。忒提斯号被派往对此次攻击提供海上支援；在行动首日，它与吕贝克号炮击了利鲍的港口。随后，忒提斯号在通向里加湾的伊尔别海峡入口处巡逻。5月7日，德国陆军准备夺取利鲍，因此要求海军支援进攻。忒提斯号连同其它几艘巡洋舰和鱼雷艇对这座城市的袭击提供掩护并进行巡逻，以确保没有俄国海军部队试图干预。5月12日，一艘俄罗斯潜艇曾两度袭击忒提斯号，但均未命中任何目标。
1915年5月14日，忒提斯号负责将U-4号潜艇拖离芬兰湾的伯格斯凯尔群岛。俄国潜艇龙号袭击了这两艘德国舰艇，向忒提斯号发射了三枚鱼雷、向U-4号发射了第四枚鱼雷，但均告射失。从最近占领的利鲍海军基地开始，德国人开始向波罗的海进一步发动攻势。6月3日，由忒提斯号连同四艘鱼雷艇和一艘水上飞机母舰组成的区舰队试图强行进入伊尔别海峡，意欲在那里布设雷区。然而，俄罗斯和英国潜艇在海峡对区舰队实施了拦截。俄罗斯潜艇河鲈号试图进入攻击忒提斯号的阵位，但其中一艘德国鱼雷艇发现了它的潜望镜，迫使其离开。6月5日，英国潜艇E9号赶到现场，这时德国舰艇已经撤退到哥特兰西岸。在那里，煤船朵拉·胡戈·斯廷內斯号（Dora Hugo Stinnes）正对忒提斯号和鱼雷艇提供补给。E9号向这些军舰发射了大量鱼雷；其中一枚往忒提斯号方向的射失，但煤船遭命中，另一艘鱼雷艇S-148号也被击中。煤船随即沉没，而鱼雷艇则幸免于难并能够返回港口。
6月25日至26日又进行了一次布雷行动；这一次，忒提斯号负责护送布雷艇在奥兰海布下一片雷区的。忒提斯号再次遭到一艘不明身份潜艇的鱼雷攻击，但依旧未被命中。7月19日，该舰驻扎至文道，为公海舰队的部分成员进犯里加湾的计划作准备。8月，忒提斯号被分配到即将闯入里加湾的舰队，以支援德军攻占里加。8月8日，德国人第一次试图强攻伊尔别海峡，在此期间，忒提斯号和S-144号鱼雷艇不慎触雷受损。忒提斯号不得不被扫雷艇拖回文道。由于俄国人负隅顽抗，袭击以失败告终，并导致攻城行动被迫推迟。与此同时，忒提斯号在文道进行了临时修复，使它能够于8月21日开向诺伊法瓦泽，然后前往基尔。在那里，它于9月3日在帝国船厂退役进行维修。
在退役后的1917年，忒提斯号上重新装备了九门原用于U艇的新式105毫米45倍径速射炮；在此配置下，忒提斯号于10月19日重新入役，作为一艘炮术教练船使用。它在来年的战争期间继续以此身份服役，因此远离了战斗的喧嚣；没有发生任何值得注意的事件。1918年12月19日，当德国战败后，忒提斯号再次退役。

### 国家海军役期
战争结束后，忒提斯号成为《凡尔赛条约》允许保留的六艘德国巡洋舰之一。在1920年代初进行现代化改造后，它于1922年4月2日重新投入新组建的魏玛国家海军服役，并被分配至波罗的海海军基地。在此期间，它的首任舰长为海军中校瓦尔特·金策尔。1922年的进程波澜不惊，除了与轻型部队的其它德国小型舰只一同进行例行训练。1923年，该舰展开了两次海外访问；第一次是7月11日至15日，前往瑞典的默勒；第二次则是7月18日至24日前往挪威的卢恩。10月，海军上校恩斯特·宾德塞尔接替了金策尔的职务。与此同时，国家海军的舰队完成重组，忒提斯号成为波罗的海轻型部队的旗舰，阵中成员还包括其姊妹舰美杜莎号和第1鱼雷艇区舰队。部队司令则由海军上校伊万·奥尔德科普担任，他于11月1日晋升为海军少将。
1924年7月，忒提斯号又进行了两次海外访问，地点都是爱沙尼亚的港口——这是战后俄罗斯帝国解体后建立的国家之一。第一次是7月5日至10日前往塔林（旧称雷瓦尔），第二次泽是7月12日至14日到访派尔努。至11月30日，忒提斯号在威廉港退役，并由其姊妹舰宁芙号取代它担任旗舰。此后，该舰一直在威廉港充当宿营船直至1929年初。同年3月27日，忒提斯号正式从海军序列中除籍，然后连同鱼雷艇V-1号和V-6号一起，作价351000马克打包售予布洛姆－福斯。它最终于1930年在汉堡拆解报废。